# Fernando Joao
Rafael Fernando Joao (Buenos Aires, 26 de mayo de 1994) es un exfutbolista argentino que se desempeñaba como mediapunta. Jugó en la Superliga de Grecia y en equipos del ascenso de su país.

## Trayectoria
Surgido de la cantera de San Lorenzo de Almagro, fichó con Estudiantes cuando quedó libre de su anterior club. Allí jugaría hasta 2019, registrando un breve paso por el Deportivo Riestra cuando el equipo jugó la Primera B Nacional en 2017.
En junio de 2019 fue fichado por el Volos NFC de la Superliga de Grecia. Pasó al año siguiente a las filas del Panachaiki de Patras, pero dos meses después rescindió su contrato y se alejó del club.
Fue repatriado por Estudiantes en febrero de 2021, pero en diciembre de ese año decidió retirarse del fútbol profesional.
Posteriormente Joao volvió a las canchas para jugar en las modalidades de futsal y fútbol 7.

### Clubes
| Club                 | País      | Año         |
| -------------------- | --------- | ----------- |
| Estudiantes (BA)     | Argentina | 2015 - 2017 |
| Deportivo Riestra    | Argentina | 2017        |
| Estudiantes (BA)     | Argentina | 2018 - 2019 |
| Volos NFC            | Grecia    | 2019 - 2020 |
| Panachaiki de Patras | Grecia    | 2020        |
| Estudiantes (BA)     | Argentina | 2021        |